# Ranajit Malla
Ranajit Malla (népalais : रणजीत मल्ल) est un membre de la dynastie des Malla, il est roi de Bhaktapur, au Népal, de 1722 à 1769. Il est le dernier roi Malla de Bhaktapur. Il a fait construire le temple de Batsala en 1737. Il est renversé par Prithvi Narayan en 1769 lors de la bataille de Bhaktapur (en), qui offre à Prithvi Narayan le contrôle sur l'ensemble du Népal. Ranajit Malla est envoyé en exil en Inde. Il descend alors sur Benarès.
En 1741, il confirme par édit l'installation de capucins à Bhaktapur. Cet édit autorisant également les pères à prêcher leur religion, est porté à la connaissance du Vatican et le pape Benoît XIV écrit au roi Malla pour le remercier de cet acte. Ranajit Malla était également en contact diplomatique avec Lhassa. Il règne un temps, en 1754-55 sur Lalitpur.